# Малые Щитники
Ма́лые Щи́тники (бел. Малыя Шчытнікі) — деревня в Брестском районе Брестской области Беларуси. Входит в состав Лыщицкого сельсовета. Население — 71 человек (2019).

## География
Деревня Малые Щитники расположена в 23,5 км по автодорогам к северо-западу от центра города Брест, в 17 км к юго-востоку от города Высокое и в 6 км к северу от границы с Польшей. Местность принадлежит бассейну Вислы, по южной окраине деревни протекает небольшая река Сорока со стоком в Мотыкальский канал, а оттуда в Западный Буг. Через Малые Щитники проходит автодорога Р16 (Брест — Высокое), местные дороги ведут в Новые Лыщицы (до которых 3,5 км на север) и Вельямовичи. В двух километрах от деревни находится ж/д платформа Щитники (линия Белосток — Брест).

## История

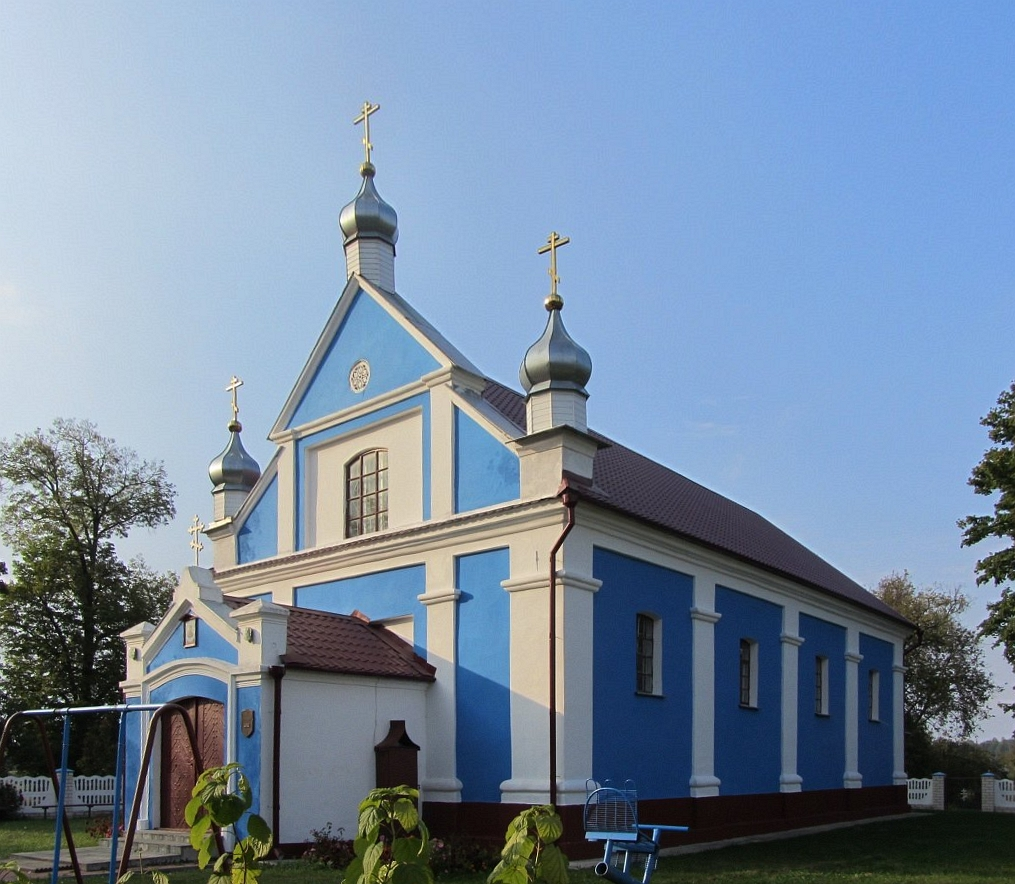
Свято-Покровская церковь

Согласно письменным источникам поселение известно с XVI века как шляхетское имение в Берестейском повете Подляшского, затем Берестейского воеводства Великого княжества Литовского. С 1512 года по начало XVII века принадлежало роду Горностаев. С 1602 года собственность старосты Велижа Александра Гонсевского, затем его потомков. После смерти Терезы Гонсевской в 1708 году имение отошло её мужу Казимиру Яну Сапеге. В дальнейшем Щитники были фольварком Волчина и меняли владельцев, которые часто менялись, вместе с ним. В 1710 году владельцем был Якуб Флеминг, затем имение принадлежало Чарторыйским, Понятовским и опять Чарторыйским. В 1742 году подскарбий великий литовский Станислав Понятовский выстроил в Малых Щитниках униатскую церковь, по другим источникам храм построен Чарторыйскими.
После третьего раздела Речи Посполитой (1795) в составе Российской империи, с 1801 года — в Гродненской губернии.
В XIX веке имение перешло в собственность рода Пониквицких. В 1820 году Пониквицкие выстроили здесь деревянную усадьбу на каменном фундаменте. Феликс Пониквицкий известен как участник восстания 1830 года. В 1864 году усилиями Франтишки Пониквицкой восстановлена церковь, после восстановления освящена как православная Покровская церковь. От Пониквицких имение перешло к роду Тукалло. Последней владелицей была Софья Шрайбер.
В 1895 году усадебный дом сгорел в пожаре, в начале XX века выстроено новое здание (частично сохранилось).
В 1905 году — село Лыщицкой волости Брестского уезда.
В Первую мировую войну с 1915 года деревня оккупирована германскими войсками. Согласно Рижскому мирному договору (1921) вошла в состав межвоенной Польши, где принадлежала гмине Лыщицы Брестского повета Полесского воеводства. В 1921 году деревня насчитывала 31 двор. С 1939 года в составе БССР, в 1941 году — 47 дворов.
В Великую Отечественную войну на фронте погибли 10 сельчан. После войны бывшая усадьба была переоборудована под жильё, а Покровская церковь закрыта. В 80-х годах XX века церковь отремонтирована и передана православным верующим.
В 1988 году рядом с церковью установлен мемориальный камень в память о Казимире Лыщинском (философ, происходил из древнего шляхетского рода собственного герба, родился в соседней деревне Лыщицы) — в день 300-летия со дня его казни.

## Население
На 1 января 2018 года насчитывалось 82 жителя в 44 домохозяйствах, из них 13 младше трудоспособного возраста, 48 — в трудоспособном возрасте и 21 — старше трудоспособного возраста.

## Достопримечательности
- Свято-Покровская церковь —  Историко-культурная ценность Республики Беларусь, шифр 13Г000130. Построена в 1742 году, перестраивалась и восстанавливалась в 1864 и 1980-х годах. Включена в Государственный список историко-культурных ценностей Республики Беларусь[8]
- Курганный могильник периода раннего Средневековья (XI–XII вв.), в 1 км к северо-западу от деревни, в лесу, в урочище Кирганы —  Историко-культурная ценность Республики Беларусь, шифр 113В000129. Сохранились 4 насыпи, часть могильника разрушена при строительстве дороги в 1970 году. Местное обиходное название — «шведские могилы»[9]. Могильник включён в Государственный список историко-культурных ценностей Республики Беларусь[8].

- Бывшая усадьба Тукалло (конец XIX — начало XX века). Сохранились усадебный дом (частично), каретная, хозпостройка и фрагменты парка.
- Памятный камень Казимиру Лыщинскому.

## Галерея

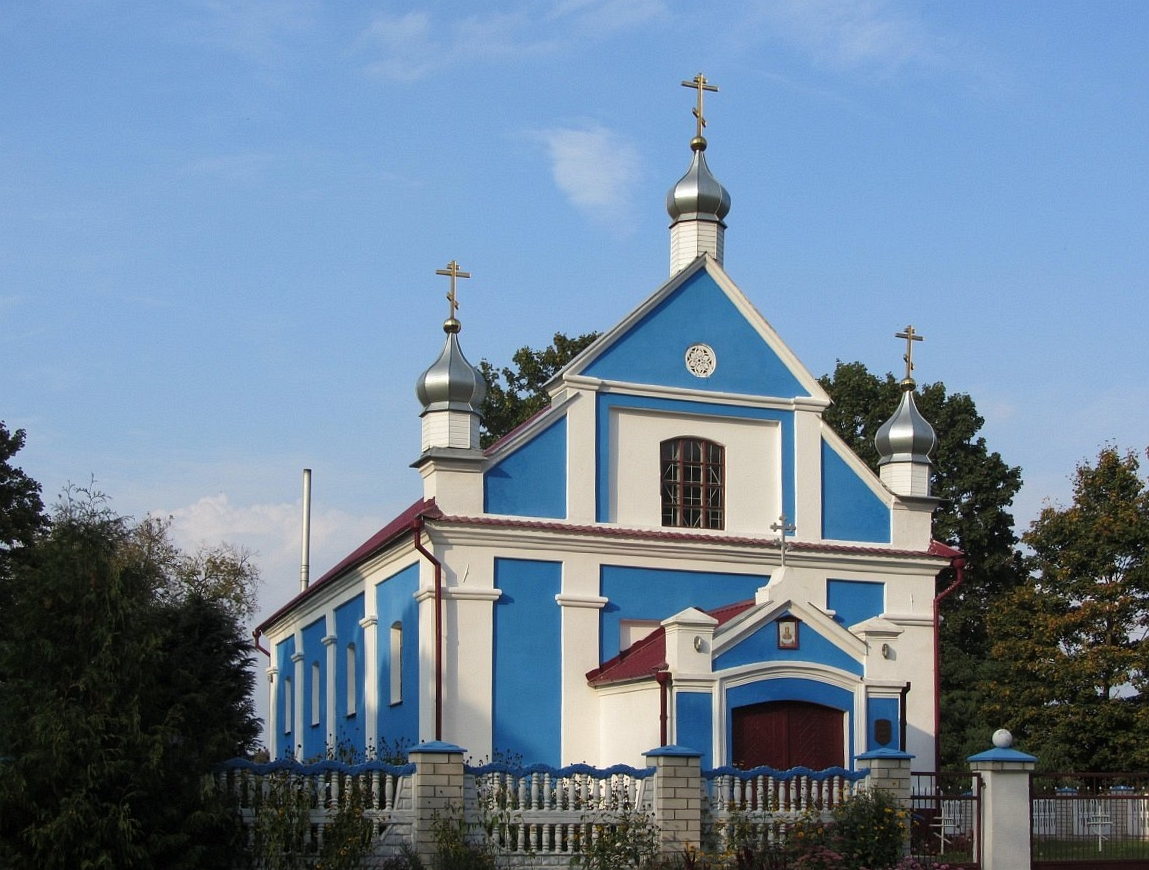
Покровская церковь
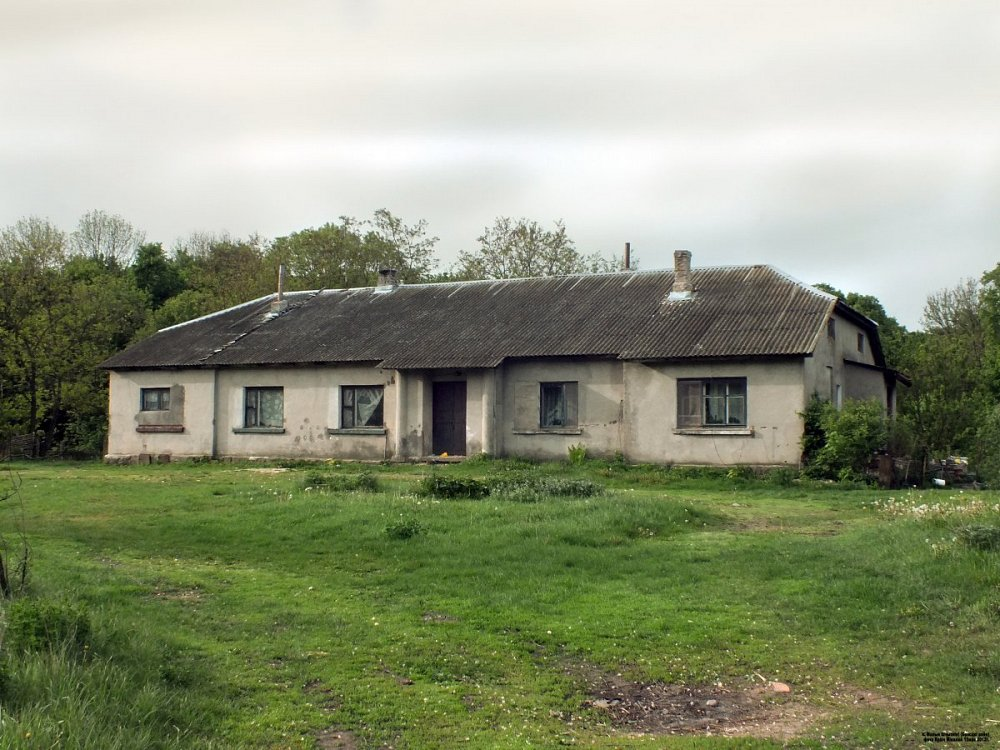
Современный вид усадебного дома Тукалло
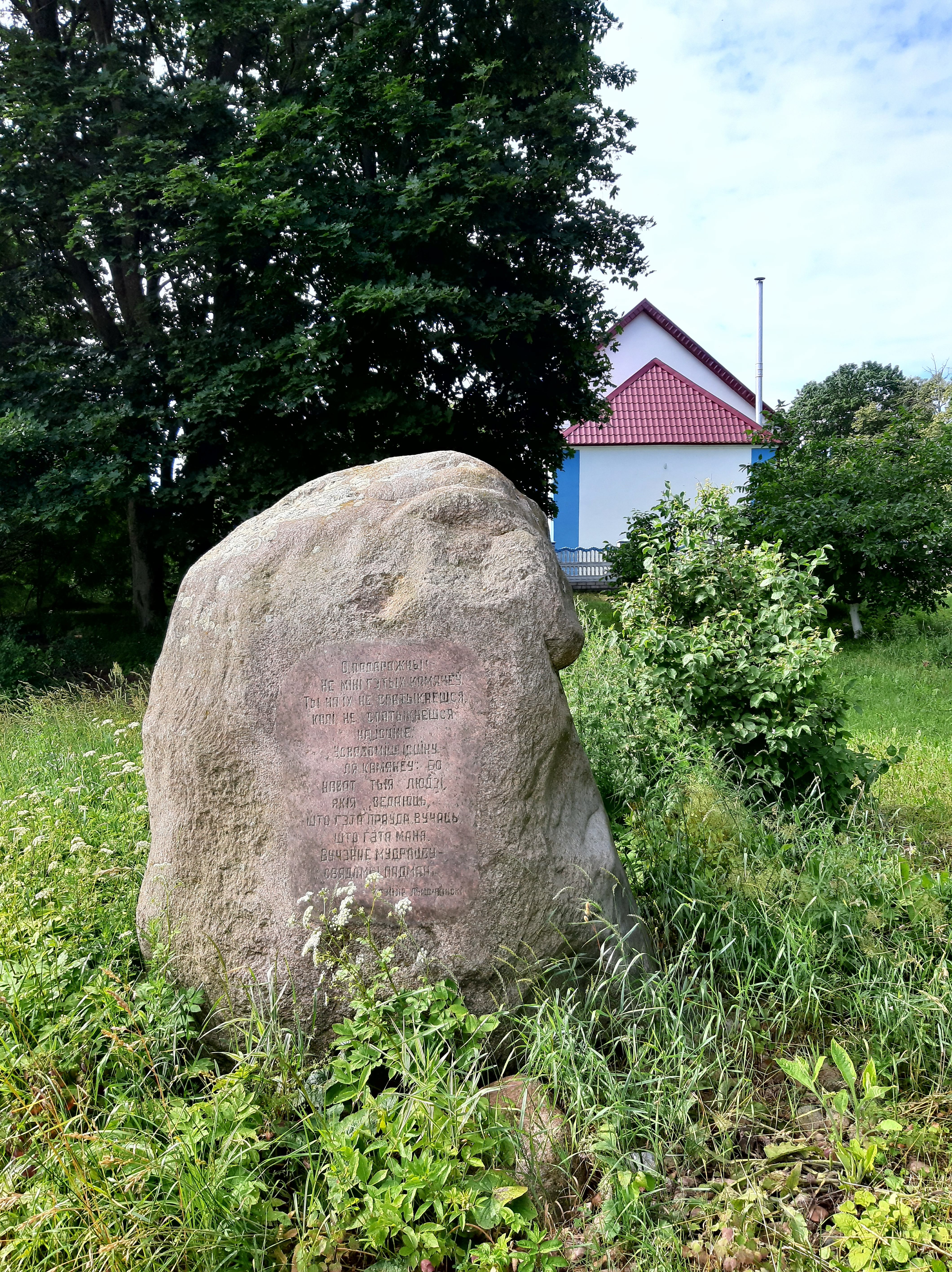
Мемориальный камень Казимиру Лыщинскому